# Aeroportul São Lourenço
Aeroportul São Lourenço (IATA: SSO, ICAO: SNLO) este un aeroport din Minas Gerais, Brazilia ce deservește zona São Lourenço. Aeroportul a fost tranzitat în noiembrie 2018 de 6 pasageri.
Situat la o altitudine de 875 m, aeroportul dispune de 1 pistă.

## Infrastructură

### Piste
Aeroportul dispune de o singură pistă. Pista 5/23 are suprafața de asfalt și dimensiunile 1.300 m × 30 m. 